# Mythimna alopecuri
Mythimna alopecuri es una especie de polilla de la familia Noctuidae. Se encuentra en el sur de Europa, Turquía, la región del Cáucaso, Israel, Jordania, Irak, Irán, la parte europea del sur de Rusia, Ucrania, Kazajistán y Turkmenistán.
Los adultos están en vuelo de abril a mayo y de septiembre a octubre. Hay dos generaciones por año.
Las larvas se alimentan probablemente de varias gramíneas.